# Letohradská bažantnice
Letohradská bažantnice je přírodní památka v okrese Ústí nad Orlicí severovýchodně u města Letohrad. Hlavním předmětem ochrany je zbytek smíšeného porostu, který byl založen roku 1628. Zejména se jedná o dubohabřiny s velkým množstvím lip na křídové tabuli. Jde o lípu srdčitou (Tilia cordata) a velkolistou (Tilia platyphyllos).[chybí lepší zdroj]
Významné dřeviny jsou také jasan ztepilý (Fraxinus excelsior), javor mléč (Acer platanoides), klen (Acer pseudoplatanus) a babyka (Acer campestre) a dub červený (Quercus rubra), který je nepůvodním druhem a tvoří 6 % stromového patra. V bylinném podrostu je nejvýznamnější česnek medvědí (Allium ursinum), který na jaře vytlačuje ostatní druhy rostlin a rozlohou zabírá až třetinu území. Fauna zde obsahuje 91 druhů brouků, z toho jsou na Červeném seznamu dva, a to mandelinka (Oomorphus concolor) a mykofágní lenec (Conopalpus testaceus). Obratlovců zde žije 74 druhů, kupříkladu lejsek šedý (Muscicapa striata), žluva hajní (Oriolus oriolus), strakapoud prostřední (Dendrocopos medius), skokan zelený (Rana esculenta), rosnička zelená (Hyla arborea) a netopýr hvízdavý (Pipistrellus pipistrellus).
Letohradská bažantnice je jedna z nejstarších bažantnic v Čechách. V 19. století byla rozloha lokality přibližně o polovinu větší, než je tomu nyní. Bažantnice je propojená s Oborou, která leží ve směru na obec Nekoř,  a společně tvoří naučnou stezku dlouhou 2,5 km po žluté turistické značce. Tato naučná stezka byla zřízena v rámci Programu 2000. Je významnou odpočinkovou a naučnou přírodní oblastí pro stále se zvětšující přilehlou zástavbu. O management bažantnice se starají Lesy České republiky a Lesní správa Lanškroun.

## Historie

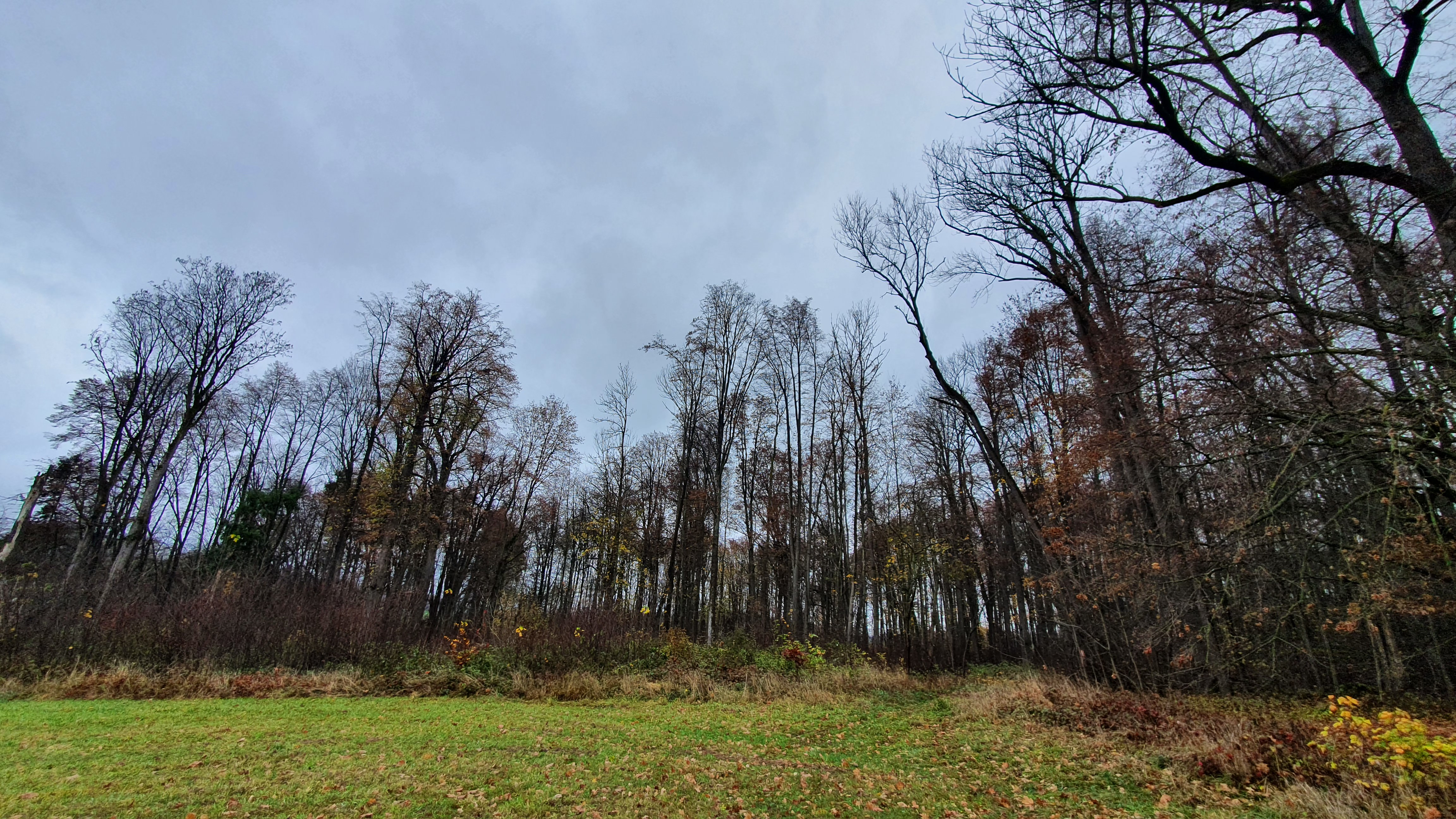
Bažantnice z jihovýchodu

Bažantnice se začala utvářet ve 12. až 13. století v období středověké kolonizace, kdy docházelo k zakládání osad a kácení lesů. Původně jde o dubohabřinu s velkým množstvím lip. Oblast, ve které se Letohradská bažantnice nachází, byla ideální z hlediska nízké nadmořské výšky pro zemědělství. Tato bažantnice je jednou z nejstarších bažantnic v Čechách. Založení je datováno kolem roku 1628.
Svoje prvenství ale má, a to že je v současné době v Čechách nejstarší zachovalou lokalitou podle zákona 114/92 Sb. O ochraně přírody a krajiny, § 36 - přírodní památka.[ujasnit] Plánek z roku 1822 ukazuje tehdejší bažantnici přibližně o polovinu větší směrem na západ. Nejstarší dochovaná zmínka o managementu je z roku 1828 Kryštofem Liebichem, který se staral o kyšperské lesy. Tohoto roku zavedl Liebich obmýtní dobu 100 let (1829–1928), rozdělenou na pět dvacetiletých bloků. Stav kyšperských lesů se mu jevil jako nepříliš dobrý. Bylo to z důvodu hospodaření tzv. toulavou sečí, při které se vybíraly ty nejlepší kmeny bez domýtných sečí. Později, s příchodem holé seče, se začal vytrácet buk a jedle. Hlavní dřevinou byl smrk ztepilý (Picea abies), ten tvořil monokulturu v jedné z části území.
Od začátku 20. století byla bažantnice pod správou hraběte Arnošta Stubenbergema. Oblibu si našla při konání nejrůznějších slavností a obyvatelé Kyšperku (nynějšího Letohradu) zde rádi trávili svůj volný čas. Například se v této oblasti v roce 1924 sehrálo divadelní drama Maryša. V šedesátých letech zde byla velmi nešťastně založena lesní školka, která byla záhy zrušena, a tento prostor byl znovu zalesněn. Letohradská bažantnice se také potýkala se silnými větry, a to kupříkladu v letech 1940, 1988 a 1990, kdy se polámalo a vyvrátilo několik starých stromů. V padesátých letech zde byl zbudován rybníček, jehož rekonstrukci si vzali na starost ochránci přírody v roce 2006.

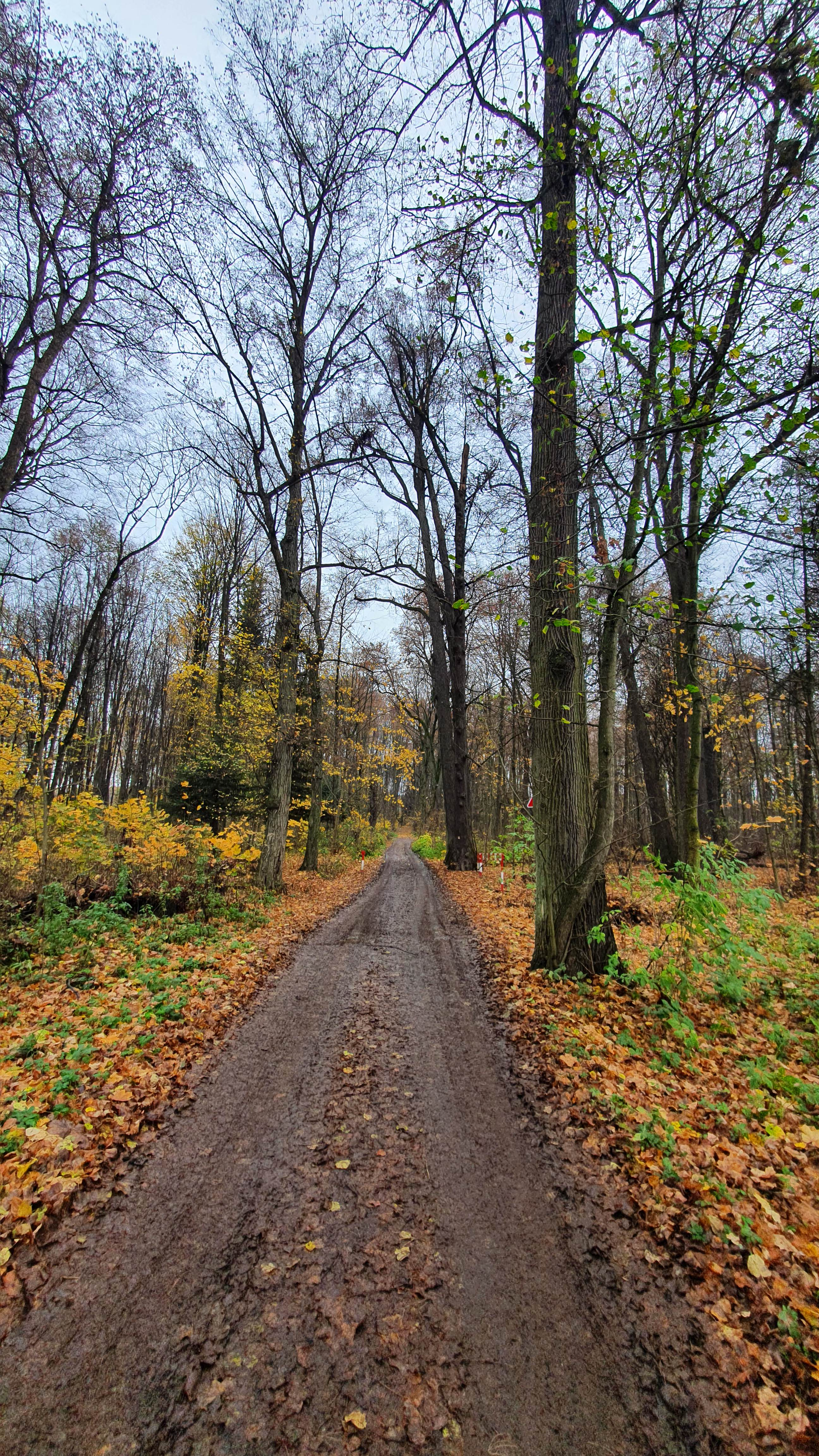
Hlavní cesta

## Přírodní poměry
Přírodní památka se rozkládá severně od města Letohrad v nadmořské výšce 372–387 metrů (jde víceméně o rovinatý terén). Celková rozloha je 3,95 hektaru. Severozápadním okrajem protéká po celé délce potok, přes který je postavená malá lávka, u které je odpočívadlo a památný javor klen (Acer pseudoplatanus) jménem Vincenc. Druhé a zároveň poslední odpočívadlo je situováno ještě před vstupem do bažantnice, severovýchodním směrem k novostavbám, kde je také lesní cesta, která tvoří okraj přírodní památky. Oblast samotná má dvě hlavní cesty a několik cest vyšlapaných návštěvníky.  
Lokalita se rozkládá v křídové oblasti, která je překryta kvartérními usazeninami. Matečnou horninu tvoří vápnité slínovce. Zbarvením je světle až tmavě šedá. Je horizontálně uložená a místy také vápnitá. Zvětrávání probíhá lístkovitým způsobem s velkým množstvím jílovitých částic. Převládají ale hlinité čtvrtohorní fluviodeluviální překryvy.
Na slínovci je půdním typem pelická pararendzina. Díky tomu jsou půdy velmi bohaté na živiny. Z fyzikálního hlediska jsou ale tyto půdy těžké, špatně propustné a za sucha neudrží vodu. Naopak za mokra jsou mazlavé, přilnavé a často náchylné k sesuvu. Jde o půdy hlinitojílovité až jílovité. Na čtvrtohorních sedimentech dominuje eubazická kambizem, minerálně bohatá. Z hlediska půdního druhu se jedná o hlinité, jílovitohlinité až jílovitopísčité stanoviště. Dolní část tvoří oglejené až glejové a fluvické půdní typy nebo subtypy.
Lokalitou protéká bezejmenný potok. Ten tvoří levostranný přítok Letohradského potoka v povodí Tiché Orlice. V západní části přírodní památky se nachází opravený rybníček o průměru přibližně 8 metrů, který byl v roce 2006 obnoven, jako snaha o zachování místních obojživelníků. Na jeho dně je pogumovaná nepropustná textilie.
Z klimatického hlediska se jedná o mírně teplou oblast s průměrnou roční teplotou 7 °C, průměrnými ročními srážkami 750–850 milimetrů a srážkovým úhrnem ve vegetačním období 450–500 milimetrů. Vítr dominuje severozápadní a západní.

## Flóra
Lesní společenstvo v současné době tvoří z největší části lípa srdčitá (Tilia cordata) a velkolistá (Tilia platyphyllos), dále jasan ztepilý (Fraxinus excelsior), javor mléč (Acer platanoides), klen (Acer pseudoplatanus) a babyka (Acer campestre), habr obecný (Carpinus betulus), dub červený (Quercus rubra), dub zimní (Quercus petraea) a dub letní (Quercus robur). Místy smrk ztepilý (Picea abies), olše lepkavá (Alnus glutinosa) a šedá (Alnus incana). Ojediněle poté nepůvodní dřeviny, mezi které patří borovice vejmutovka (Pinus strobus), jírovec maďal (Aesculus hippocastanum), modřín opadavý (Larix decidua), douglaska tisolistá (Pseudtsuga menziesii). Největší zastoupení nepůvodní dřeviny ale představuje již zmíněný dub červený, který je zastoupen cca ze 6 %. Průměrný věk stromů je okolo 150–170 let.

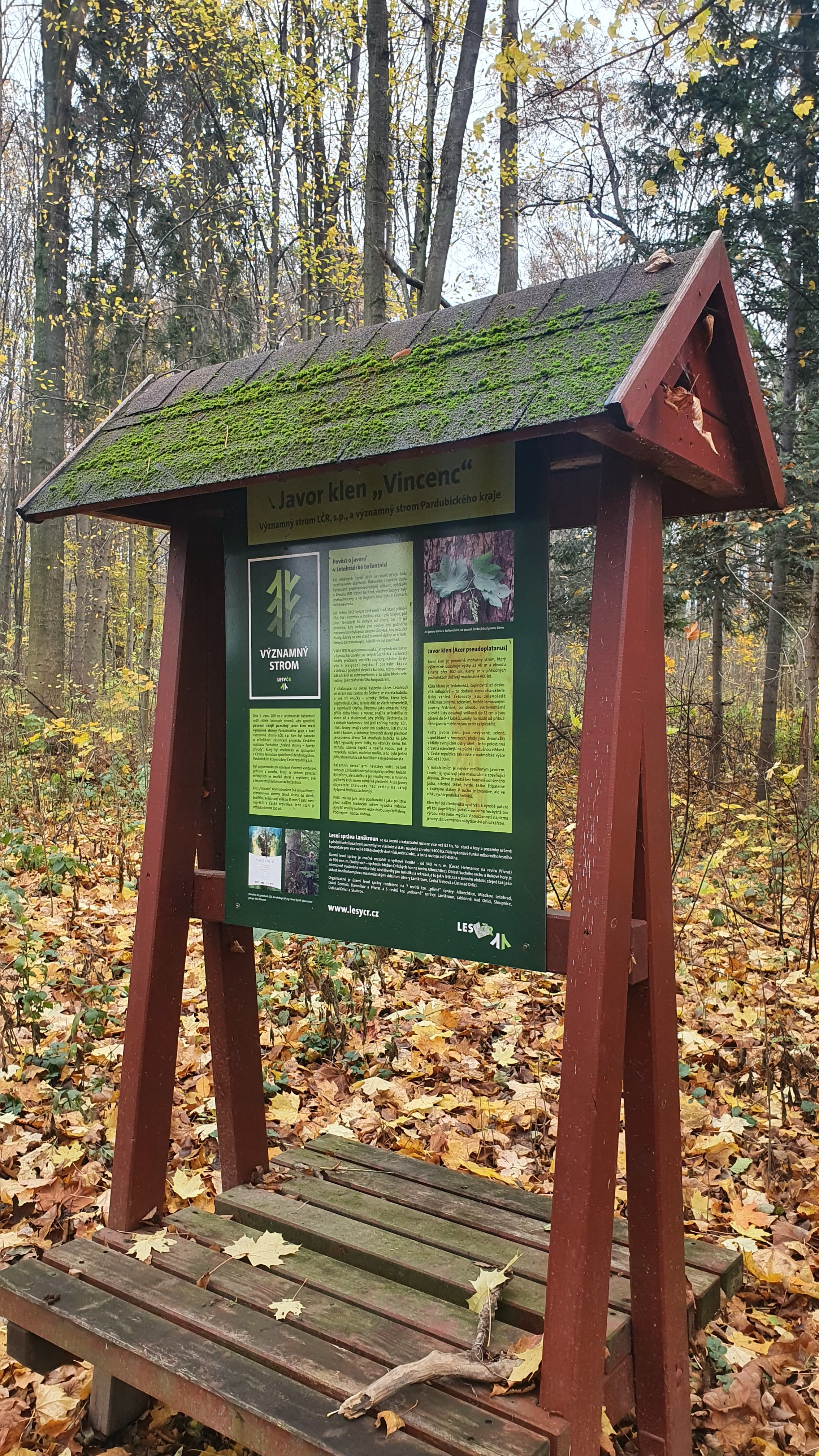
Naučná tabule o Vincencovi s odpočívadlem

V keřovém patře převládá střemcha obecná (Prunus padus) a brslen evropský (Euonymus europaeus). V menší míře líska obecná (Corylus avellana), svída krvavá (Cornus sanguinea), bez černý (Sambucus nigra), lýkovec jedovatý (Daphne mezereum), který kvete časně z jara, zimolez obecný (Lonicera xylosteum), vzácněji růže převislá (Rosa pendulina) a kalina obecná (Viburnum opulus).
Bylinný podrost tvoří například bažanka vytrvalá (Mercurialus perennis), plicník tmavý (Pulmonaria obscura), pryskyřník kosmatý (Ranunculus lanuginosus), jaterník podléška (Hepatica nobilis), kokořík mnohokvětý (Polygonatum multiflorum), ostřice lesní (Carex sylvatica), prvosenka vyšší (Primula elatior), bršlice kozí noha (Aegopodium podagraria), sasanka hajní (Anemone nemorosa),   zapalice žluťuchovitá (Isopyrum thalictroides), zvonek kopřivolistý (Campanula trachelium), pitulník horský (Galeobdolon montanum), hrachor jarní (Lathyrus vernus), kopytník evropský (Asarum europaeum) a česnek medvědí (Allium ursinum), který je pro tuto lokalitu velmi významný, protože na jaře pokrývá až třetinu porostu. Jeho růst a šíření je zde Českým svazem ochránců přírody Letohrad monitorován od roku 2015. V okrajových částech lesa, a u cest, se můžeme setkat s ruderálními druhy, kupříkladu s pryskyřníkem plazivým (Ranunculus repens), kakostem smrdutým (Geranium ropertianum), kopřivou dvoudomou (Urtica dioica), svízelem přítulou (Galium aparine) a šťovíkem tupolistým (Rumex obtusifolius). Za zmínku jistě stojí rozrazil horský (Veronica montana), kterého v těchto oblastech často nevídáme.

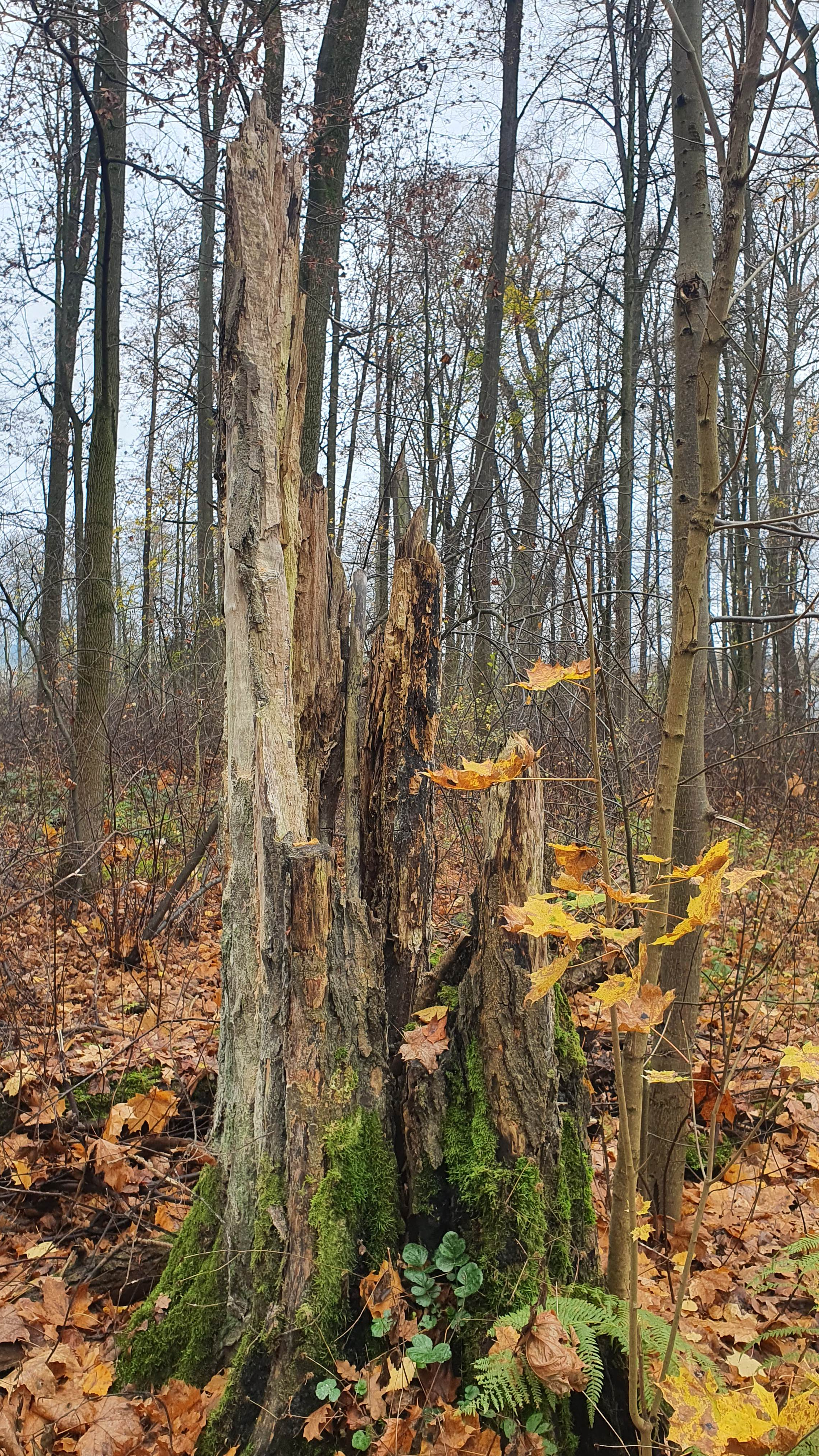
Trouchnivějící pahýl stromu

Mykologický průzkum Letohradské bažantnice proběhl naposledy v roce 2014, stejně jako botanický a coleopterní. Tohoto roku objevili mykologové Pavel Brůžek a Libor Tmej 192 druhů hub. Nutno podotknout, že toto číslo by mohlo být vyšší, kdyby lokalita nezarůstala cévnatými rostlinami, jako je česnek medvědí. Najdeme zde například dřevnatku kyjovitou (Xylaria polymorpha)                      a dřevnatku parohatou (Xylaria hypoxylon).

### Javor klen Vincenc
Území se také může pyšnit Vincencem, což je javor klen, který dle odhadů zde lze spatřit již 250 let (odhad z roku 2011). Jeho obvod činí 268 cm a výška 35 metrů. Je to právě výška, která ho činí jedním z nejvyšších svého druhu v České republice. Svoje označení významný strom získal v roce 2011, přesněji 3. srpna. Jméno mu bylo dáno na počest lesníkovi Vincenci Vanžurovi, který se staral o zdejší lesy.

## Fauna
Při posledním průzkumu lokality bylo nalezeno celkem 91 druhů brouků, dva z nich jsou v Červeném seznamu (zbytek patří mezi běžná Coleoptera). První z nich je mandelinka (Oomorphus concolor), která byla spatřena na bršlici kozí noze. Druhý je mykofágní lenec (Conopalpus testaceus). Z běžných vodních zástupců brouků je to například Cyphon palustris a Elodes marginata.
Letohradská bažantnice hostí 74 druhů obratlovců. Z ornitologického hlediska byly zjištěny početné populace ptačích druhů hnízdících v dutinách, hlavně lejska šedého (Muscicapa striata). Dalšími ptáky, kteří byli na lokalitě pozorováni, jsou například žluva hajní (Oriolus oriolus), strakapoud prostřední (Dendrocopos medius)  a strakapoud malý (Dendrocopos minor), krutihlav obecný (Jynx torquilla), žluna šedá (Picus canus), lejsek černohlavý (Ficedula hypoleuca), špaček obecný (Sturnus vulgaris), pěnice černohlavá (Sylvia atricapilla) a brhlík lesní (Sitta europaea).
Mezi obojživelníky zde byli zaznamenáni čolek obecný (Triturus vulgaris), ten byl ale viděn pouze jednou, a to v umělém rybníčku, dále pak skokan zelený (Rana esculenta), rosnička zelená (Hyla arborea) a ropucha obecná (Bufo bufo). Plazí zástupci jsou tři: ještěrka živorodá (Zootoca vivipara), slepýš křehký (Anguis fragilis)  a užovka obojková (Natrix natrix). Ze savců je významné pozorování netopýra hvízdavého (Pipistrellus pipistrellus), dále netopýra nejmenšího (Pipistrellus pygmaeus), netopýra vousatého (Myotis mystacinus), netopýra řasnatého (Myotis nattereri). 

## Ochrana přírody

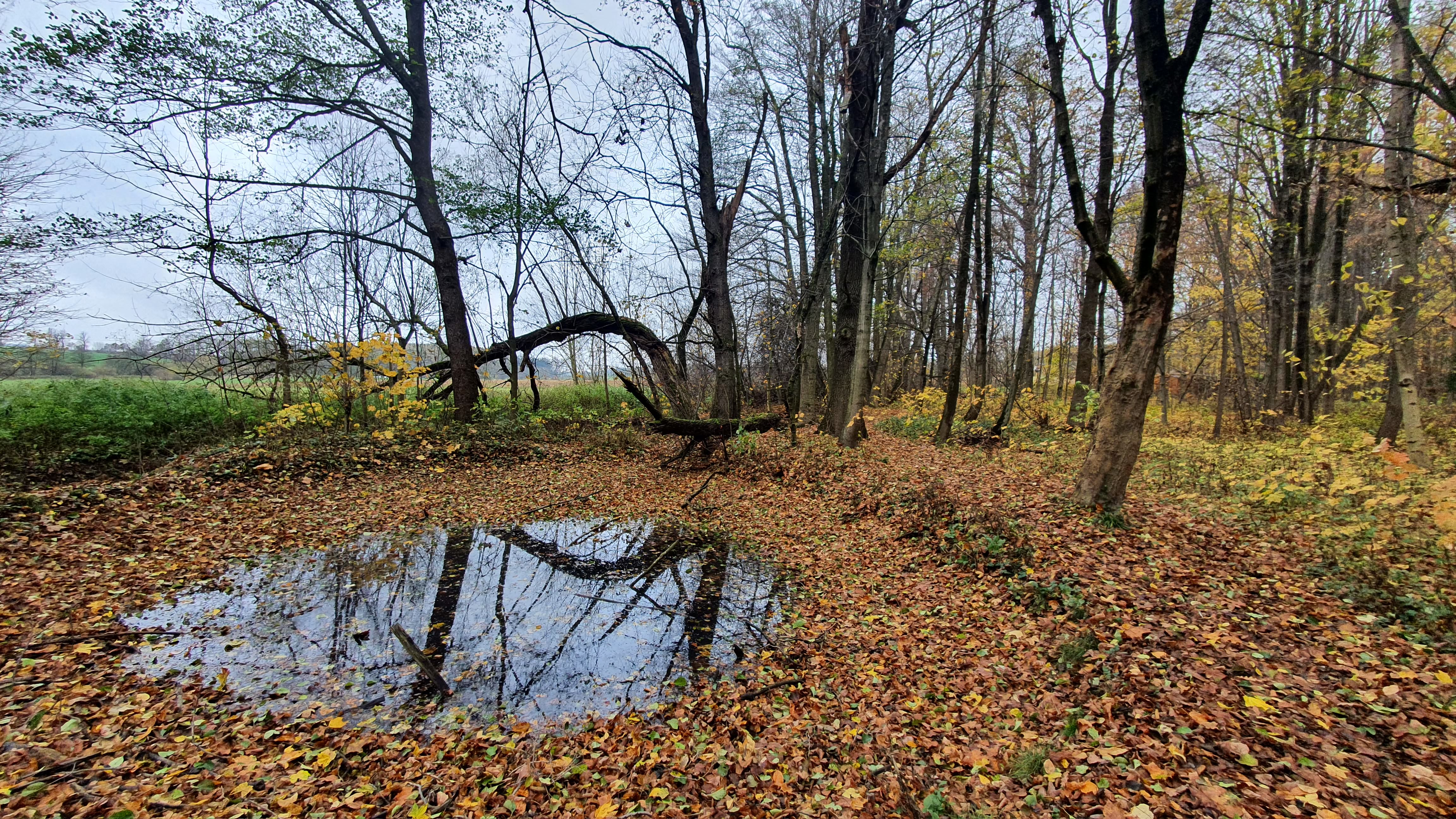
Opravený rybníček

Nynější plán péče na období 2016–2025 pozitivně hodnotí upuštění od holosečí prováděných v minulém období, zároveň ale kritizuje nedostatečné zbavování se nepůvodního dubu červeného (Quercus rubra), který je problémem v jižní časti bažantnice. Při nynější likvidaci těchto nepůvodních stromů by se tak měla věnovat pozornost nejen dubu červenému, ale i modřínu evropskému, borovici vejmutovce a douglasce tisolisté. Zároveň by se měla zvážit redukce česneku medvědího a střemchy obecné z důvodu nadměrného rozšíření. Zastoupení klimaxových dřevin, kterými jsou dub letní (Quercus robur), dub zimní (Quercus petraea) je malé. V minulém období byl obnoven rybníček, u kterého je ale obava, že má průtočné dno, a sklon břehu je příliš velký. V oblasti je záměrně ponecháno značné množství odumírajícího dřeva k docílení vyššího zastoupení bezobratlých, ptáků a nižších rostlin.
Pro udržení populací lejska šedého a úkrytu netopýrů je nezbytné ponechání starých stromů s dutinami (pahýly). Zároveň ale s přibývajícími novostavbami SV od Letohradské bažantnice je obava o krádež volně ležícího dřeva. Byla proto instalována závora proti vjezdu automobilů. Podél hlavní cesty jsou vysázené habry obecné.